# Shanyl De Schoesitter
Shanyl De Schoesitter (Waasmunster, 1 augustus 2006) is een Belgische wielrenster, zowel actief op de weg, in het veld als op de mountainbike. In al deze disciplines wist ze al Belgisch kampioen te worden. Anno 2022 rijdt ze voor Pauwels Sauzen-Bingoal.

## Carrière
De Schoesitter begon op haar zesde met veldrijden. Ze reed eerst recreatieve wedstrijden van de LRC (Landelijke Recreatieve Crossen), al moest ze hier wel vaak in de jongenscategorieën meefietsen. Ze studeert economie aan Scholen Da Vinci in Sint-Niklaas. Ze was topfavoriet voor het Belgisch kampioenschap veldrijden 2022 nadat ze eerder dat seizoen 16 van de 18 crossen had gewonnen. Ze won de wedstrijd en werd hierdoor de eerste vrouwelijke Belgische kampioene bij de nieuwelingen, aangezien het de eerste editie was hiervan. Ze reed op dat moment amper enkele dagen voor haar team Pauwels Sauzen-Bingoal. Eerder wist ze, in haar categorie, ook al wereld- en Europees kampioen te worden. In 2018 behaalde ze de dubbel, en in 2019 werd ze nogmaals Europees kampioen. In 2020 werd ze een van de sportlaureaten van Sint-Niklaas.

## Erelijst
In deze lijst zijn uitsluitend provinciale, gewestelijke, nationale en internationale podiumplaatsen opgenomen.

### Wegwielrennen
- Belgisch kampioenschap aspiranten 2019
- Oost-Vlaams kampioenschap tijdrijden aspiranten 2019
- Belgisch kampioenschap aspiranten 2020
- Belgisch kampioenschap nieuwelingen 2021
- Oost-Vlaams kampioenschap nieuwelingen 2021
- 4e Plaats Belgisch Kampioenschap 2022

### Veldrijden
- Wereldkampioenschap aspiranten 2018
- Europees kampioenschap aspiranten 2018
- Belgisch kampioenschap LRC (Landelijke Recreatieve Crossers) 2019[10]
- Oost-Vlaams kampioenschap aspiranten 2019
- Vlaams kampioenschap aspiranten 2019
- Belgisch kampioenschap aspiranten 2019
- Europees kampioenschap aspiranten 2019
- Wereldkampioenschap LRC 2020
- Oost-Vlaams kampioenschap nieuwelingen 2021
- Belgisch kampioenschap nieuwelingen 2021
- Belgisch kampioenschap junioren 2023

### Mountainbiken
- Oost-Vlaams kampioenschap aspiranten 2019
- Oost-Vlaams kampioenschap nieuwelingen 2021
- Belgisch kampioenschap nieuwelingen 2021
- Belgisch Kampioenschap Nieuwelingen 2022
- 18e plaats EK MTB Zwitserland

### Strandracen
- Belgisch kampioenschap nieuwelingen 2021
- Belgisch kampioenschap junioren 2022

### Gravel
- Belgisch kampioenschap junioren 2023
- Belgisch kampioenschap junioren 2024